# Escobar I
Escobar I – jednostka osadnicza w Stanach Zjednoczonych, w stanie Teksas, w hrabstwie Starr.